# World Series of Poker 2001
Le World Series of Poker 2001 furono la trentaduesima edizione della manifestazione. Si tennero dal 20 aprile al 19 maggio presso il casinò Binion's Horseshoe di Las Vegas.
Il vincitore del Main Event fu Carlos Mortensen.

## Eventi preliminari
| Evento                                                  | Vincitore        | Premio   | Ultimo giocatore eliminato |
| ------------------------------------------------------- | ---------------- | -------- | -------------------------- |
| $500 Limit Hold'em riservato ai dipendenti del Binion's | Travis Jonas     | $40.200  | Kim Jae                    |
| $2.000 hLimit Hold'em                                   | Nani Dollison    | $441,440 | John Pires                 |
| $1.500 Omaha Hi-Lo Split 8 or better                    | Chris Ferguson   | $164.735 | Mến Nguyễn                 |
| $1.500 Seven card stud                                  | Adam Roberts     | $146.430 | Sal Dimicelli              |
| $2.000 No Limit Hold'em                                 | Phil Hellmuth    | $316.550 | T. J. Cloutier             |
| $1.500 Limit Omaha                                      | Eddy Scharf      | $83.810  | Michael Davis              |
| $1.500 Seven Card Stud Hi-Lo 8 or better                | Barry Shulman    | $123.820 | Dan Heimiller              |
| $1.500 Pot Limit Omaha                                  | Galen Kester     | $167.035 | Dave Ulliott               |
| $2.000 S.H.O.E.                                         | David Pham       | $140.455 | Skip Wilson                |
| $3.000 Limit Hold'em                                    | Jim Lester       | $233.490 | Alex Brenes                |
| $2.500 Seven card stud                                  | Paul Darden      | $147.440 | Tom Franklin               |
| $2.000 Pot Limit Hold'em                                | Burt Boutin      | $193.800 | Dave Ulliott               |
| $1.500 Razz                                             | Berry Johnston   | $83.810  | Mike Wattel                |
| $2.500 Pot Limit Omaha                                  | Scotty Nguyen    | $178.480 | Jim Lester                 |
| $2.500 Seven Card Stud Hi-Lo Split 8 or better          | Rich Korbin      | $159.080 | Alex Papachatzakis         |
| $1.500 Ace to Five Draw Lowball                         | Cliff Yamagawa   | $73.915  | David Danheiser            |
| $2.500 Omaha Hi-Lo Split 8 or better                    | Bob Slezak       | $173.625 | Tony Ma                    |
| $5.000 Deuce to Seven Draw                              | Howard Lederer   | $165.870 | Kassem Deeb                |
| $1.000 Seniors' Championship                            | Jay Heimowitz    | $115.430 | Garry Pollak               |
| $3.000 Pot Limit Hold'em                                | Steve Zolotow    | $243.335 | Mike Magee                 |
| $5.000 Seven Card Stud                                  | Allen Cunningham | $201.760 | Michael Danino             |
| $3.000 No Limit Hold'em                                 | Erik Seidel      | $411.300 | Johnny Chan                |
| $5.000 Omaha Hi-Lo Split 8 or better                    | Scotty Nguyen    | $207.580 | Phil Hellmuth              |
| $5.000 Limit Hold'em                                    | Hemish Shah      | $312.340 | Tony Duong                 |
| $1.000 Ladies' Championship (riservato alle donne)      | Nani Dollison    | $41.130  | Patty Gallagher            |

## Main Event
I partecipanti al Main Event furono 613. Ciascuno di essi pagò un buy-in di 10.000 dollari.

### Tavolo finale
| Piazzamento | Nome                  | Premio     |
| ----------- | --------------------- | ---------- |
| 1°          | Juan Carlos Mortensen | $1.500.000 |
| 2°          | Dewey Tomko           | $1.098.925 |
| 3°          | Stan Schrier          | $699.315   |
| 4°          | Phil Gordon           | $399.610   |
| 5°          | Phil Hellmuth         | $303.705   |
| 6°          | Mike Matusow          | $239.765   |
| 7°          | Henry Nowakowski      | $179.825   |
| 8°          | Steve Riehle          | $119.885   |
| 9°          | John Inashima         | $91.190    |